# Asociación Internacional de Boxeo
La Asociación Internacional de Boxeo (en inglés: International Boxing Association, IBA) es un organismo sin fines de lucro que sanciona peleas de boxeo profesional.

## Orígenes
La IBA fue fundada en los años noventa por Dean Chance, un expitcher de las Grandes Ligas de Béisbol.

## «Piedra angular»
A pesar de tener éxito desde su formación, el campeonato mundial de la IBA es ampliamente considerado como una «piedra angular» del título, pues algunos boxeadores al ganar este título allanaban su camino para tener la oportunidad de luchar por un título de una organización más prestigiosa.[cita requerida] Sin embargo, también ha adquirido cierta fama ya que algunos de sus títulos están en poder de muchos boxeadores destacados.

## Títulos para varones y mujeres
La IBA se convirtió en un pionero entre los organismos sancionadores en la primera década de los dos mil cuando empezaron a otorgar títulos mundiales de boxeo a mujeres.[cita requerida]

## Campeones destacados
Algunos campeones mundiales destacados de la organización destacados han sido:
- Eric Esch - Excampeón de peso pesado, conocido como «Butterbean»
- Óscar de la Hoya - Excampeón de pesos wélter y superwélter
- Alejandro González - Excampeón de peso ligero
- Roy Jones Jr. - Excampeón de peso semipesado
- James Toney - Excampeón de pesos pesado (dos veces) y supercrucero
- George Foreman - Excampeón de peso pesado
- Mikkel Kessler - Excampeón de peso supermediano
- Glen Johnson - Excampeón de peso semipesado
- Joel Casamayor - Excampeón de peso superpluma
- Erik Morales - Excampeón de peso superpluma
- Arturo Gatti - Excampeón de peso wélter
- Diego Corrales - Excampeón de peso superpluma
- Shane Mosley - Excampeón de peso wélter
- Antonio Tarver - Excampeón de peso semipesado
- José Luis Castillo - Excampeón de peso superpluma
- Orlando Canizales - Excampeón de peso pluma
- Fernando Vargas - Excampeón de peso superwélter
- Carlos Cruzat - Excampeón de peso crucero

## Actuales campeones mundiales de la IBA
| Peso:                       | Campeón:         | Fecha:                  |  |
| --------------------------- | ---------------- | ----------------------- |  |
| Peso minimosca (108 lbs)    | vacante          |                         |  |
| Peso mosca (112 lbs)        | Isidro Garcia    | 17 de abril de 2007     |  |
| Peso supermosca (115 lbs)   | vacante          |                         |  |
| Peso gallo (118 lbs)        | Jose Silveira    | 19 de febrero de 2011   |  |
| Peso supergallo (122 lbs)   | vacante          |                         |  |
| Peso pluma (126 lbs)        | vacante          |                         |  |
| Peso superpluma (130 lbs)   | Jorge Perez      | 19 de febrero de 2011   |  |
| Peso ligero (135 lbs)       | Rustam Nugaev    | 23 de febrero de 2008   |  |
| Peso superligero (140 lbs)  | Silverio Ortiz   | 1 de mayo de 2010       |  |
| Peso wélter (147 lbs)       | Diego Tordecilla | 18 de marzo de 2021     |  |
| Peso superwélter (154 lbs)  | Evans Ashira     | N/A                     |  |
| Peso mediano (160 lbs)      | Vacante          |                         |  |
| Peso supermediano (168 lbs) | Vacante          |                         |  |
| Peso semipesado (175 lbs)   | Beibut Shumenov  | 9 de mayo de 2009       |  |
| Peso crucero (190 lbs)      | Mairis Briedis   | 22 de noviembre de 2013 |  |
| Peso supercrucero (210 lbs) | BJ Flores        | 2 de marzo de 2007      |  |
| Peso pesado (210+ lbs)      | vacante          |                         |  |

### Otras organizaciones mundiales
- Consejo Internacional de Boxeo
- Federación Internacional de Boxeo
- Organización Internacional de Boxeo
- Unión Internacional de Boxeo
- Asociación Mundial de Boxeo
- Consejo Mundial de Boxeo
- Federación Mundial de Boxeo Profesional
- Organización Mundial de Boxeo
- Federación Europea de Boxeo
- Unión Mundial de Boxeo